# Territoriale prelatuur Cafayate
De territoriale prelatuur Cafayate (Latijn: Praelatura Territorialis Cafayatensis) is een rooms-katholieke territoriale prelatuur met als zetel Cafayate, in Argentinië. De territoriale prelatuur is suffragaan aan het aartsbisdom Salta. 

## Geschiedenis
De territoriale prelatuur werd opgericht op 8 september 1969, uit delen van het bisdom Catamarca en de aartsbisdommen Salta en Tucumán. 

## Parochies
De territoriale prelatuur had in 2021 een oppervlakte van 50.000 km2 en telde 73.180 inwoners waarvan 93,9% rooms-katholiek was.

## Prelaten
- Diego Gutiérrez Pedraza (10 oktober 1973 - 23 november 1990)
- Cipriano García Fernández (28 mei 1991 - 26 januari 2007)
- Mariano Anastasio Moreno García (17 november 2007 - 10 februari 2014)
- José Demetrio Jiménez Sánchez-Mariscal (10 februari 2014 - 23 oktober 2019)
  - Pablo Hernando Moreno (apostolisch administrator: 28 oktober 2019 - 17 juni 2022)
- Darío Rubén Quintana Muñiz (21 april 2022 - heden)

## Galerij van afbeeldingen

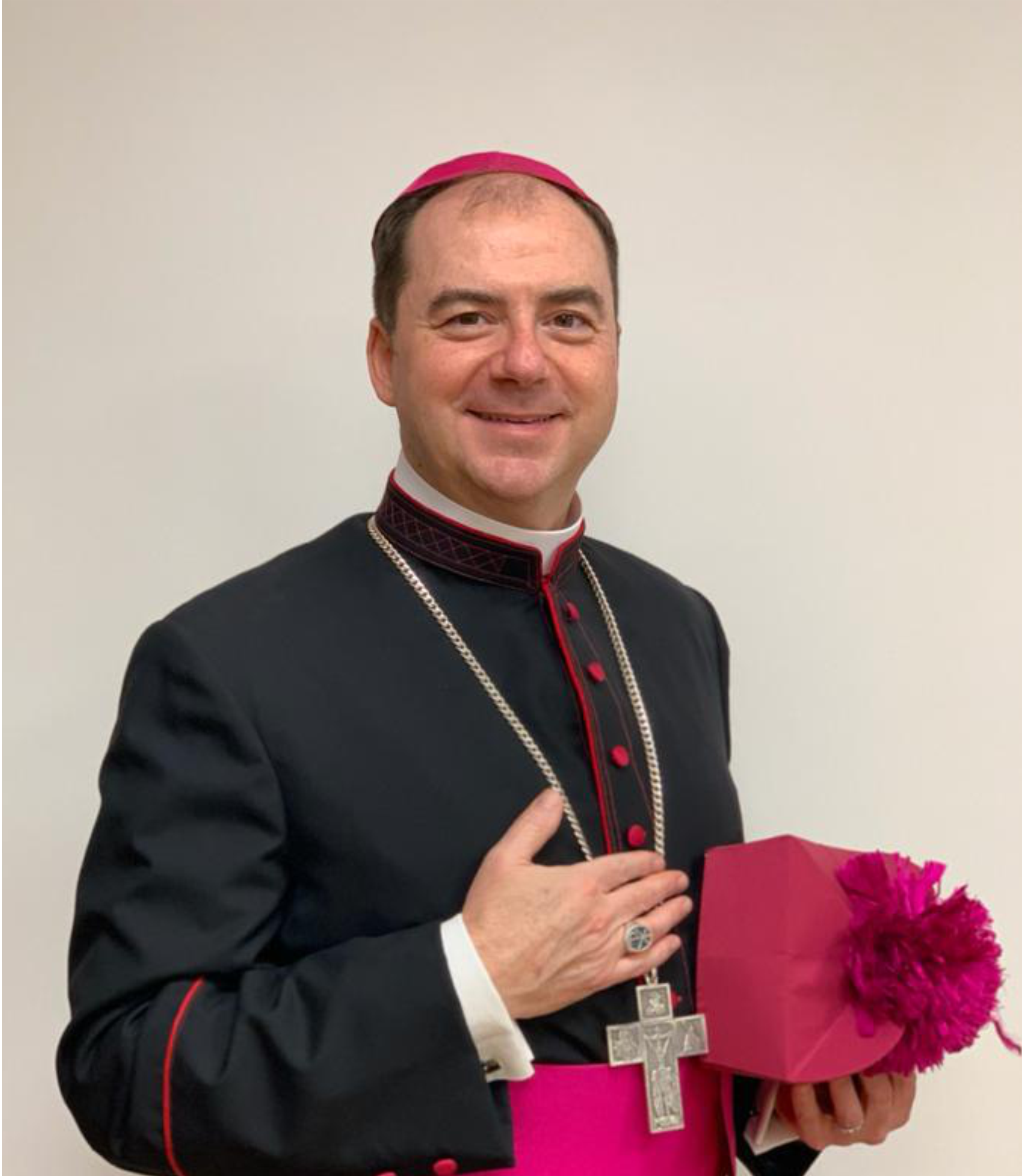
Bisschop Darío Rubén Quintana Muñiz in 2022
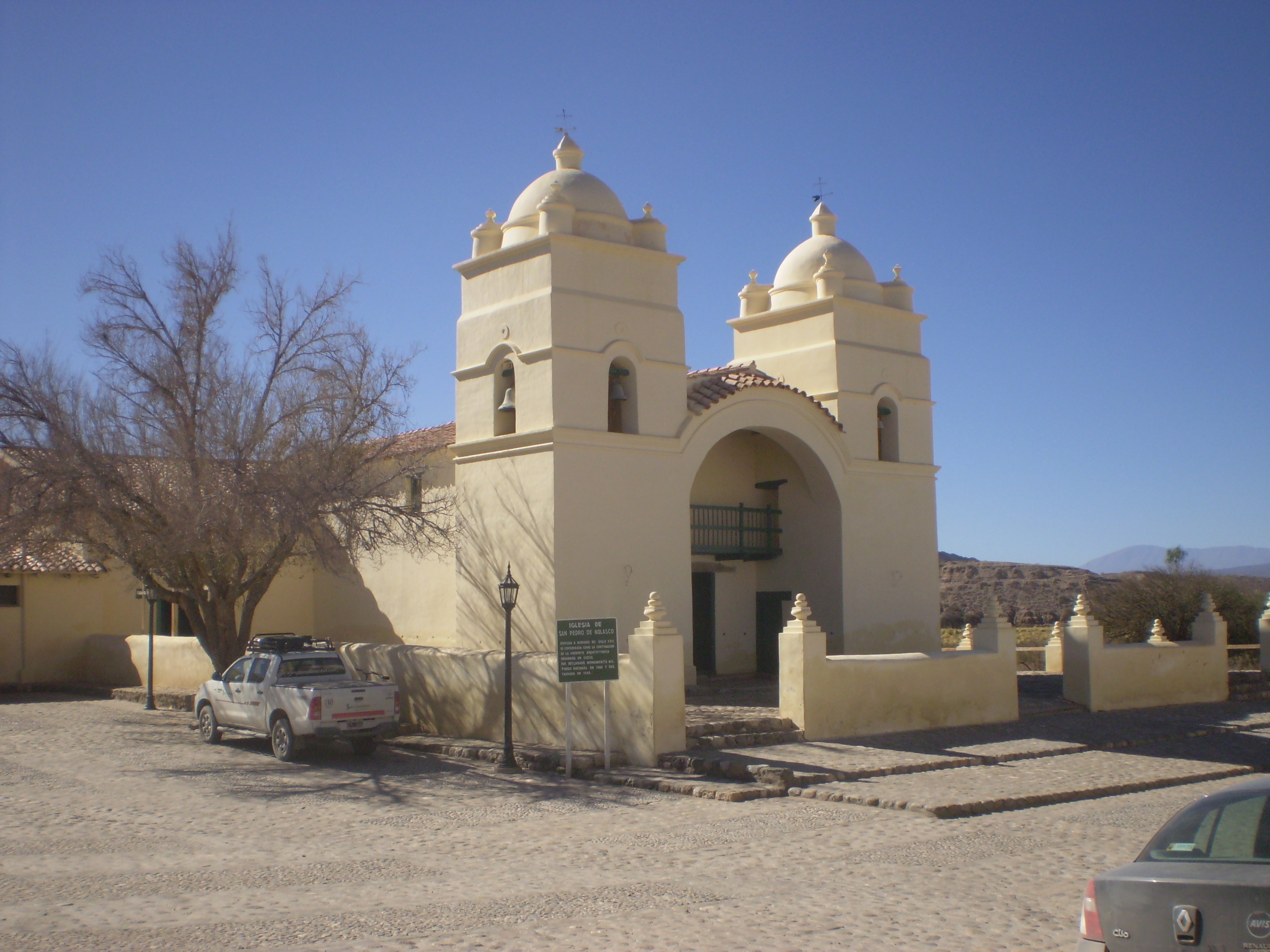
San Pedro Nolasco-kerk in Molinos
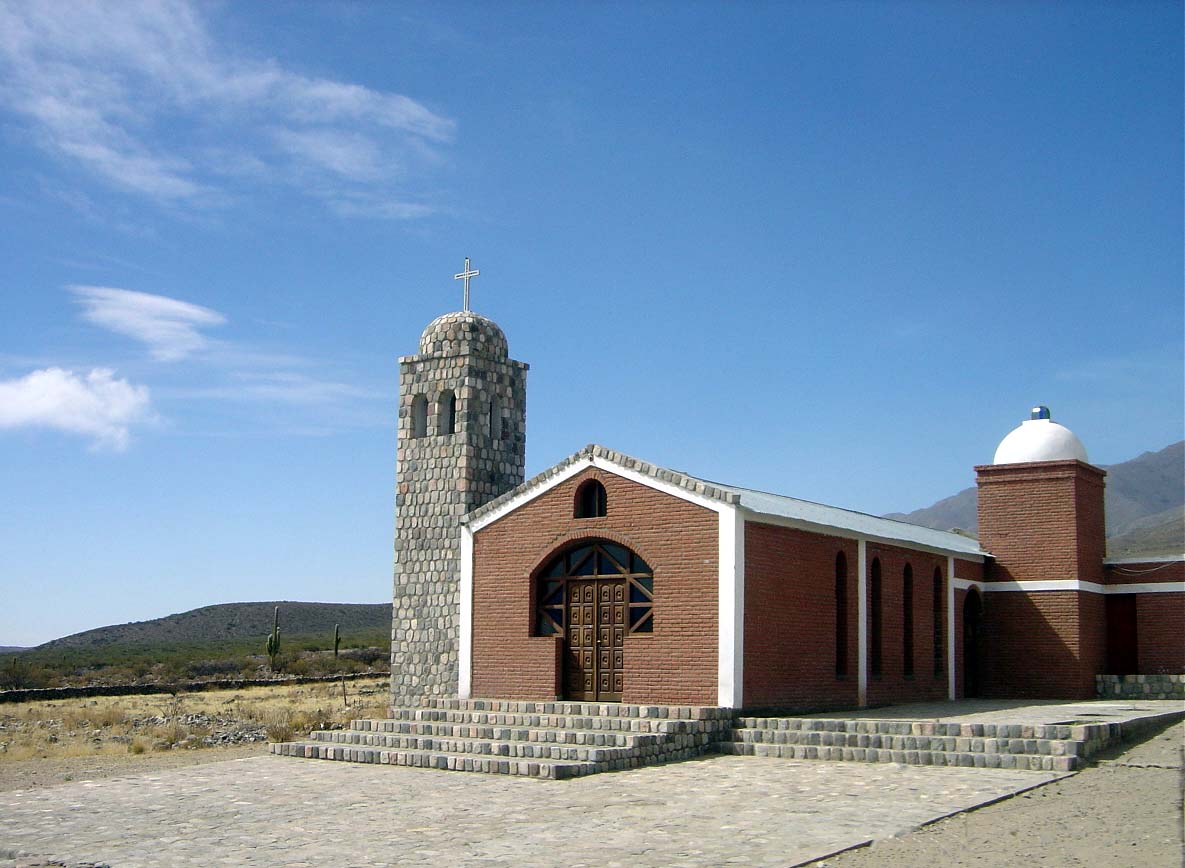
Sagrado Corazón de Jesús-kerk in Amaicha del Valle
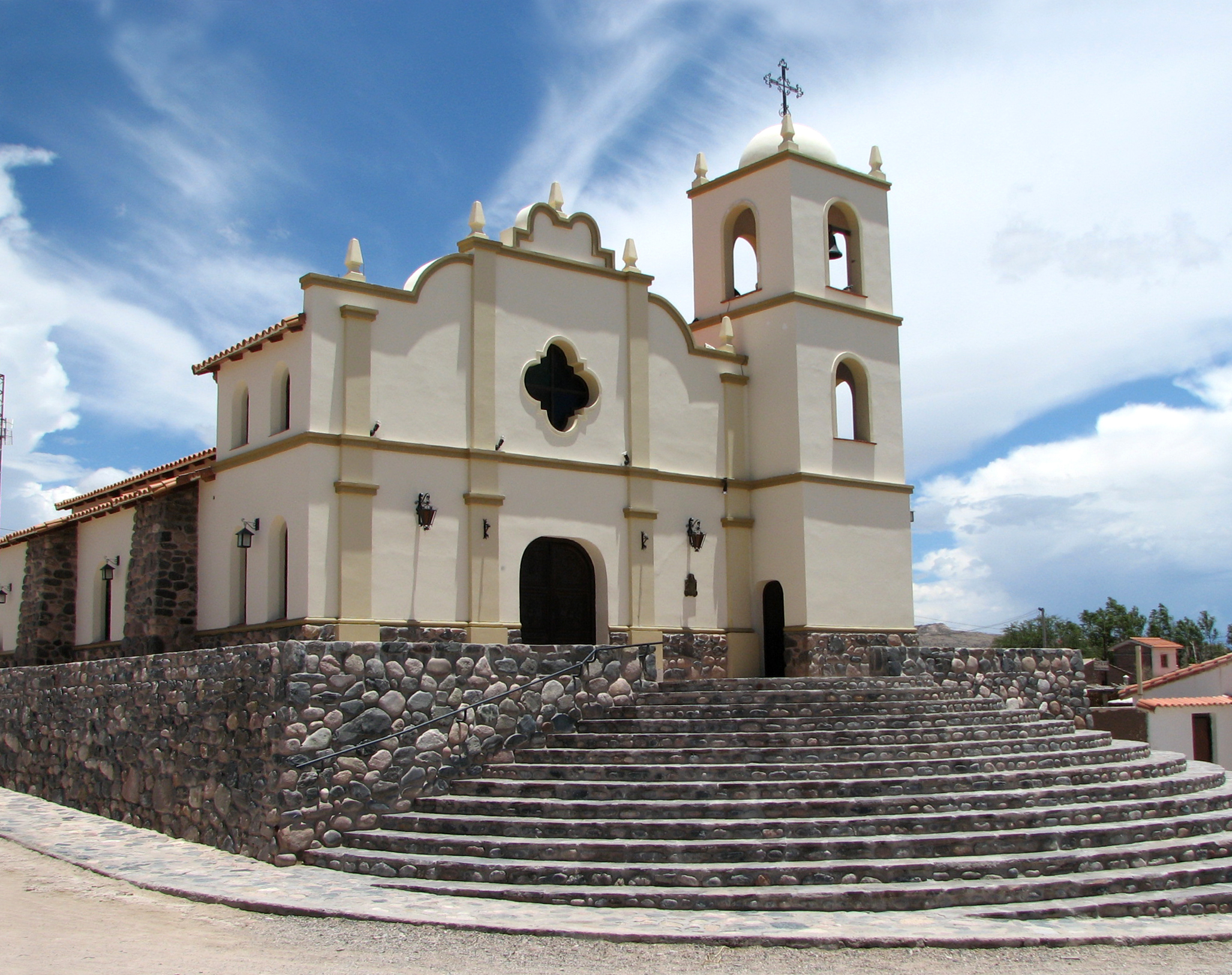
Kerk van Angastaco

Salta (aartsbisdom) · Cafayate (territoriale prelatuur) · Catamarca · Humahuaca (territoriale prelatuur) · Jujuy · Orán